# Thermoanaerobacter kivui
Thermoanaerobacter kivui è una specie di batterio appartenente alla famiglia delle Thermoanaerobacteriaceae.